# Carolina Amália de Hesse-Cassel
Carolina Amália de Hesse-Cassel (em alemão:  Karoline Amalie; Hanau, 11 de julho de 1771, – Gota, 22 de fevereiro de 1848, ), foi uma princesa alemã e membro da Casa de Hesse-Cassel por nascimento e duquesa de Saxe-Gota-Altemburgo por casamento.
Era a segunda filha do conde (depois príncipe) Guilherme I de HesseI e da princesa Guilhermina Carolina da Dinamarca e Noruega, filha do rei Frederico V da Dinamarca. 

## Vida
Desde a sua infância que Carolina Amália estava noiva do seu primo direito, o príncipe Frederico de Hesse. No entanto, o noivado foi rompido em 1799, quando se soube que Carolina estava a ter um caso amoroso com o seu camareiro, o conde Ludwig von Taube, que terminou quando o conde Guilherme I o dispensou do seu serviço e expulsou da corte. No verão de 1801, Carolina Amália conheceu o príncipe-herdeiro Augusto de Saxe-Gota-Altemburgo quando ele estava de visita à corte de Cassel. Em Janeiro de 1802, o duque Ernesto II de Saxe-Gota-Altemburgo, pediu a princesa em casamento em nome do filho. O casamento celebrou-se na terra natal da noiva, Cassel, a 24 de Abril desse ano. 
Não nasceram filhos do casamento, mas Carolina Amália foi uma madrasta dedicada para a filha do marido, a princesa Luísa. Dois anos depois, em 1804, Carolina Amália tornou-se duquesa-consorte de Saxe-Gota-Altemburgo após a morte do seu sogro.
A conhecida pintora Caroline Louise Seidler, que se encontrava em Gota no inverno de 1811 para pintar um retrato da família ducal, descreveu Carolina Amália de forma pouco lisonjeadora "boa, benevolente, mas não uma senhora excelente". Sobre a  sua relação com o marido Augusto, Seidler também comentou: "Ela ama-o entusiasticamente, admira o seu espirito".
No entanto, "uma vez que os seus pontos de vista sobre a vida são completamente diferentes", o casal ducal acabou por se separar após alguns anos casamento, quando Carolina se afastou da vida pública por volta de 1810. Um dos principais motivos que levou ao seu afastamento foi o entusiasmo que o seu marido sentia por Napoleão, que a duquesa não partilhava, uma vez que os pais dela tinham sido obrigados a fugir para o exílio depois de Hesse-Cassel ser ocupado pelo exército francês em 1806.
Após a morte do marido em 1822, Carolina Amália retirou-se para o Palácio de Inverno de Gota (em alemão: Winterpalais) onde escolheu passar os seus anos de viuvez. Durante a sua ocupação, o povo de Gota decidiu mudar o nome do palácio em sua honra para Palácio da Viúva (em alemão: Witwenpalais)-.

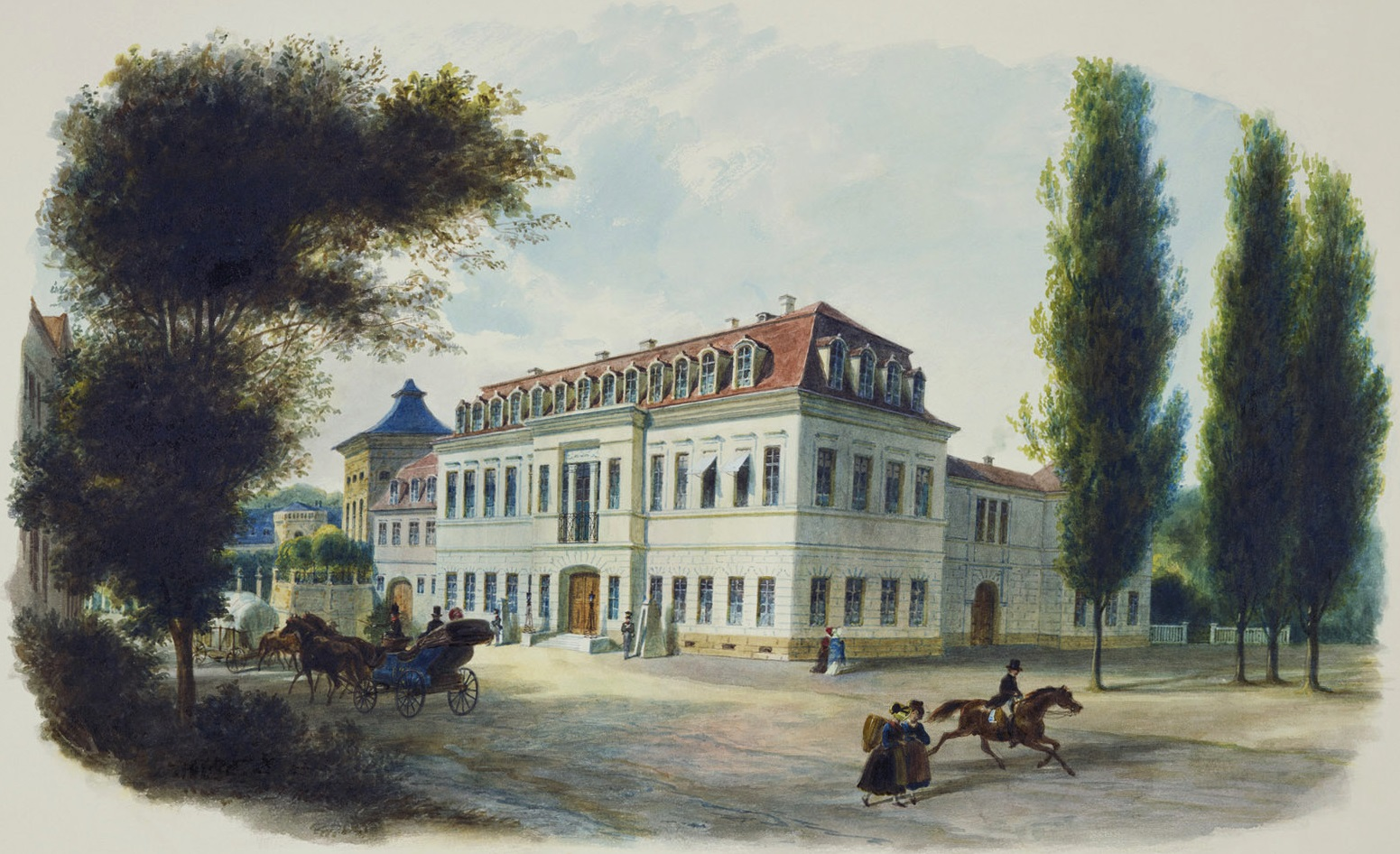
O Palácio de Inverno em Gota, por Heinrich Justus Schneider, 1840.

Foi na sua residência de verão, o Schloss Friedrichsthal, onde a duquesa-viúva recebeu o casal real britânico (a rainha Vitória e o príncipe Alberto) em Agosto de 1845, durante a sua visita à Alemanha. O jornal local, Privilegirte Gothaische, escreveu uma notícia sobre esta visita: "...todos em Gota regozijaram de felicidade por receber quando a mui amada e nobre princesa, a duquesa-viúva Carolina Amália, recebeu a sublime esposa do seu amado neto, o príncipe Alberto, nos seus braços maternos".
O príncipe Alberto (filho mais novo de Luísa, enteada de Carolina Amália) era o neto-emprestado favorito da duquesa-viúva. Entre 1822 e 1835, Alberto e o seu irmão Ernesto passaram várias semanas por ano no Palácio de Inverno com Carolina Amália. Alberto trocou correspondência frequentemente com Carolina, a quem chamava sempre "Querida Avó" e terminava sempre as suas cartas com "O teu fiel neto, Alberto".
O duque Ernesto II de Saxe-Coburgo-Gota, irmão de Alberto, também recordava a sua avó emprestada com carinho, escrevendo: "Durante a sua longa vida, quase não teve inimigos e aproveitou até à morte [...] é uma admiração verdadeiramente rara".
Carolina Amália morreu a 22 de Fevereiro de 1848, no Palácio de Inverno, com 76 anos, depois de, segundo o jornal Privilegirte Gothaische ter sofrido uma doença no peito.
Cinco dias depois, a 27 de Fevereiro, o último membro da família ducal de Saxe-Gota-Altemburgo foi enterrado no Parkinsel em Gota, ao lado do marido. A pedido de Carolina, o funeral foi muito simples e sem pompa. Tal como as outras campas da família do duque, o seu jazigo não se encontra assinalado com nenhum monumento. A simples pedra oval com uma rosa ficou irreconhecível há várias décadas e, actualmente, não é possível dizer ao certo onde o casal se encontra sepultado.
Carolina Amália foi a última das duquesas-consortes da linha de Ernesto I, o Pio que fundou o ducado de Saxe-Gota-Altemburgo. A linha masculina já tinha sido extinta em 1825, com a morte do seu cunhado, o duque Frederico IV.

## Genealogia
| Carolina Amália de Hesse-Cassel | Pai: Guilherme I, Eleitor de Hesse     | Avô paterno: Frederico II, Conde de Hesse-Cassel | Bisavô paterno: Guilherme VIII, Conde de Hesse-Cassel   |
| Carolina Amália de Hesse-Cassel | Pai: Guilherme I, Eleitor de Hesse     | Avô paterno: Frederico II, Conde de Hesse-Cassel | Bisavó paterna: Doroteia Guilhermina de Saxe-Zeitz      |
| Carolina Amália de Hesse-Cassel | Pai: Guilherme I, Eleitor de Hesse     | Avó paterna: Maria da Grã-Bretanha               | Bisavô paterno: Jorge II da Grã-Bretanha                |
| Carolina Amália de Hesse-Cassel | Pai: Guilherme I, Eleitor de Hesse     | Avó paterna: Maria da Grã-Bretanha               | Bisavó paterna: Carolina de Ansbach                     |
| Carolina Amália de Hesse-Cassel | Mãe: Guilhermina Carolina da Dinamarca | Avô materno: Frederico V da Dinamarca            | Bisavô materno: Cristiano VI da Dinamarca               |
| Carolina Amália de Hesse-Cassel | Mãe: Guilhermina Carolina da Dinamarca | Avô materno: Frederico V da Dinamarca            | Bisavó materna: Sofia Madalena de Brandemburgo-Kulmbach |
| Carolina Amália de Hesse-Cassel | Mãe: Guilhermina Carolina da Dinamarca | Avó materna: Luísa da Grã-Bretanha               | Bisavô materno: Jorge II da Grã-Bretanha                |
| Carolina Amália de Hesse-Cassel | Mãe: Guilhermina Carolina da Dinamarca | Avó materna: Luísa da Grã-Bretanha               | Bisavó materna: Carolina de Ansbach                     |